# The Lalaland Laggard
The Lalaland Laggard is het tweede studio-album van Barefoot and the Shoes, in eigen beheer uitgebracht in februari 2013. Het album werd opgenomen in Galaxy Studio in Mol.

## Tracklist
1. "The Lalaland Laggard"
2. "Plum Loaf Tale"
3. "The Notorious Wishbone Thief & The Lollipop Lady"
4. "Butterfly Girl"
5. "Wayfaring Stranger"
6. "The Wine River"
7. "Captain of the Playground"

## Bezetting[1]
- Brent Buckler: zang, akoestische gitaar, handclaps op "The Lalaland Laggard"
- Sander Cliquet: elektrische gitaar, mandoline, basgitaar, backing vocals
- Jens Paeyeneers: Synthesizerbas, Rhodes, Hammond, piano, Synthesizer, strijkersarrangementen, handclaps op "The Lalaland Laggard"
- Arne Huysmans: Drums, Percussie, backing vocals en handclaps op "The Lalaland Laggard"
- Peter Vangestel: Accordeon op "The Wine River"
- Jan Høgevold: Ringmaster op "The Wine River"
- Uncle Sigmund: Harmonica op "Butterfly Girl"
- Tanguy Peeters: Backing vocals op "The Lalaland Laggard"
- Johan Vandendriessche: Saxofoon op "The Lalaland Laggard"
- Maarten Craeynest: Handclaps op "The Lalaland Laggard" en Organ Preset Switcher op "Captain of the Playground"